# Trình Dục
Trình Dục (chữ Hán: 程昱, bính âm: Cheng Yu; 141 -221), tự Trọng Đức (仲德), là một mưu sĩ và tướng lĩnh tin cẩn của quân phiệt Tào Tháo, về sau trở thành đại thần nhà Tào Ngụy thời kỳ Tam Quốc trong lịch sử Trung Quốc. Ông được Hoàng đế khai quốc nhà Tào Ngụy là Tào Phi truy phong hiệu là Túc hầu (肅侯).

## Thân thế
Nguyên tên ông là Trình Lập (程立), người quận Đông A, thuộc Duyện châu (nay thuộc huyện Đông A, địa cấp thị Liêu Thành, tỉnh Sơn Đông, Trung Quốc). Cha là Trình Tể chết lúc ông mới 7 tuổi, sau 4 năm thì mẹ là Trình Trắc Hoa cũng qua đời. Sử liệu không cung cấp hành trạng của ông thời trẻ, chỉ miêu tả ngoại hình của ông là có chiều cao và có bộ râu đẹp.

## Mưu trí huyện Đông A
Khi loạn Hoàng cân nổ ra, Huyện thừa huyện Đông A là Vương Độ hưởng ứng quân Khăn vàng, đã cho thiêu đốt kho lương của huyện. Huyện lệnh Đông A trèo tường thành bỏ trốn, quan lại và dân chúng già trẻ trong huyện chạy loạn về Đông núi Cừ Khâu. Trình Lập khi đó vẫn bình tĩnh, cho người dò xét bè đảng Vương Độ, thấy bọn Độ tuy lấy được tòa thành trống rỗng nhưng liệu thế không thể giữ nổi, đã ra khỏi thành đi về phía Tây năm sáu chục dặm rồi dừng lại đóng binh ở đó. Thấy vậy, Trình Lập mới bảo một người có danh tiếng trong huyện là Tiết Phòng rằng: "Nay bọn Độ chiếm được thành mà chẳng giữ lấy, cứ xem tình thế thì biết, bất quá chúng chỉ cướp bóc tài vật, chứ chẳng có giáp bền khí giới sắc chú tâm đánh giữ vậy. Nay sao bọn ta không thống suất mọi người quay về thành mà cố thủ? Vả lại tường thành cao mà dầy, lương thực rất nhiều, lúc này nếu tìm được huyện lệnh về, cùng nhau giữ chắc, Độ hẳn chẳng thể ở lâu, đánh có thể phá được vậy.". Bọn người Tiết Phòng cho là đúng, nhưng đám lại dân không nghe theo, nói: "Giặc ở phía Tây, chúng ta chỉ ở phía Đông được thôi." Trình Lập thấy vậy mới bảo bọn Phòng rằng: "Đám ngu dân chẳng thể bàn việc được.", rồi ngầm phái mấy người cưỡi ngựa cầm cờ đi về phía đông Thượng Sơn, lệnh cho bọn Phòng đứng ở đằng xa,  kêu lớn: "Giặc đến rồi", rồi xuống núi nhanh chân chạy chạy vào thành. Đám dân chúng nghe vậy vội vàng chạy theo, sau tìm được huyện lệnh về, bèn cùng nhau giữ thành. Bè đảng Vương Độ khi đấy lại kéo đến đánh thành, nhưng không hạ được, liền bỏ đi. Trình Lập thống suất dân chúng mở cửa thành đuổi đánh rất gấp, bè lũ Vương Độ tan vỡ bỏ chạy. Thành Đông A vì thế được bảo toàn.

## Không nhận chức quan
Những năm Sơ Bình (190-193) thời Hán Hiến Đế, Thứ sử Duyện châu là Lưu Đại cho mời Trình Lập cộng tác nhưng Trình Lập không đáp ứng. Lúc bấy giờ, Lưu Đại cùng với Viên Thiệu và Công Tôn Toản kết liên minh. Viên Thiệu cho vợ con đến ở chỗ Lưu Đại, Công Tôn Toản cũng phái Tòng sự là Phạm Phương mang theo kỵ binh đến giúp cho Lưu Đại. Về sau Viên Thiệu và Công Tôn Toản có xung đột, Công Tôn đánh phá quân Viên Thiệu, phái sứ giả đến xui Lưu Đại đuổi vợ con Viên Thiệu và tuyệt giao. Công Tôn Toản cũng lệnh riêng cho Phạm Phương nếu Lưu Đại không đuổi vợ con Viên Thiệu đi thì cứ tự động rút quân kỵ về, sau khi phá xong Viên Thiệu sẽ đem thêm quân đến phá Lưu Đại. Lưu Đại thấy vậy, họp thuộc hạ bàn suốt ngày không quyết được. Quan Biệt giá là Vương Úc bèn nói với Đại nên bàn với Trình Lập. Lưu Đại nghe theo, cho triệu kiến Trình Lập hỏi kế. Trình Lập nói: "Nếu bỏ Viên Thiệu mà cầu lấy Công Tôn Toản, cũng ví như cầu người ở nước Việt đi cứu người chết chìm ngoài bể vậy. Người như Công Tôn Toản, chẳng phải là đối thủ của Viên Thiệu vậy. Nay dẫu phá được quân của Thiệu, nhưng sau cùng sẽ bị Thiệu bắt được. Nếu bám  lấy cái quyền thế nhất thời mà chẳng lo mưu tính xa xôi, tướng quân sau cùng sẽ thất bại." Lưu Đại nghe thế, bèn làm theo. Quả nhiên, Phạm Phương rút quân kỵ về, chưa đến nơi thì Công Tôn Toản đã bị Viên Thiệu đánh tan tành. Lưu Đại tính công, dâng biểu về triều đình xin cho Trình Lập chức Kỵ đô úy, nhưng Trình Lập xưng có bệnh để từ chối.

## Đi theo Tào Tháo, giữ được ba thành
Sau khi Lưu Đại bị quân Khăn vàng giết hại, Tào Tháo đưa quân vào Duyện châu, cho người đi mời Trình Lập. Ông lập tức đi ngay, làm cho người trong làng rất thắc mắc. Tào Tháo nói chuyện riêng với Trình Lập, rất ưng ý, phong cho Trình Lập chức Thọ Trương lệnh. Nhân Trình Lập từng nằm mơ thấy mình trèo lên núi Thái Sơn, hai tay bưng mặt trời (泰山捧日, Thái Sơn phủng nhật), Tào Tháo bèn đổi tên ông thành Trình Dục (程昱).
Khi Tào Tháo đi đánh Từ châu, đã sai Trình Dục cùng Tuân Úc giữ Quyên Thành. Bấy giờ, Trương Mạc nghe tin Tào Tháo tàn sát dân Từ châu, bèn nghe theo lời Trần Cung phản lại Tào Tháo, nghênh đón Lữ Bố. Các quận huyện hưởng ứng Trương Mạc, chỉ có Quyên Thành, Phạm huyện, Đông A là không nghe theo. Tuân Úc bèn bảo với Trình Dục: "Nay Duyện châu làm phản, chỉ còn có ba thành này. Bọn Cung đem trọng binh đến, nếu không đoàn kết nhân tâm, ba thành này tất nổi loạn. Ngài là người được dân chúng ngưỡng vọng, nên quay về giải thích cho họ, có thể được vậy!" Trình Dục bèn quay về, đi qua Phạm huyện, thuyết phục huyện lệnh là Cận Doãn, đặt phục binh giết chết Phiếm Nghi là tướng của Trần Cung sai đến, rồi quay về chỉnh trang binh lính phòng thủ, sau đó phái quân đến chặn bến Thương Bình, ngăn Trần Cung không thể qua sông được. Trình Dục lại đến Đông A, thuyết phục quan binh Đông A giữ chắc huyện thành kháng cự. Khi Tào Tháo trở về, rất mừng, dâng biểu lên triều đình tiến cử Trình Dục làm Đông Bình tướng, đóng quân ở Phạm huyện.

## Khuyên Tào Tháo không phục tùng Viên Thiệu
Bấy giờ, Tào Tháo giao chiến với Lữ Bố ở Bộc Dương thường bất lợi. Gặp lúc nạn châu chấu phá hoại mùa màng nên cả hai bên đều thiếu lương, phải rút quân về. Viên Thiệu thừa cơ, sai người đến ngỏ ý với Tào Tháo muốn liên minh, nhưng lại đặt điều kiện cho Tào Tháo phải đưa gia đình đến làm con tin ở Nghiệp thành. Tào Tháo khi đó mới mất căn cứ địa Duyện châu, hết quân lương, định xuôi theo, nhưng Trình Dục can ngăn, nên bỏ ý định quy phục Viên Thiệu.
Năm 211, khi Tào Tháo đem binh tiến đến Đồng Quan để tấn công Mã Siêu và Hàn Toại trong trận Đồng Quan thì Trình Dục được Tào Tháo tin tưởng giao cho ở lại phụ tá Tào Phi trông coi triều chính.

## TrongTam Quốc Diễn Nghĩa
Trong Tam Quốc diễn nghĩa, Trình Dục cùng với Quách Gia, Tuân Úc là những nhà tham mưu xuất sắc của phe Tào, lập vô số mưu lược kế sách để dẹp yên các chư hầu, sau trở thành phe mạnh nhất trong 3 phe Ngụy, Thục và Ngô. Trình Dục được miêu tả là người biết nhìn người, khi Tào Tháo hỏi thử so sánh tài năng của Từ Thứ với ông thì ông đã không ngại ngùng trả lời rằng "tài của Từ Thứ gấp mười lần tôi". Sau đó Trình Dục chính là người mạo thư của mẹ Từ Thứ để dụ Từ Thứ về với Tào. Ngoài ra khi Tào Tháo thua trận tại Xích Bính khi chạy đến hẻm Hoa Dung thì bị Quan Vũ chặn đường, Trình Dục đã khuyên Tào Tháo thuyết phục Quan Vũ vì nhận thấy Quan Vũ là người rất nghĩa khí, khinh mạn kẻ mạnh mà không lấn át kẻ yếu, ân oán phân minh, tín nghĩa rõ ràng và kêu Tào Tháo nhắc lại ân nghĩa năm xưa, vì vậy mà Quan Vũ đã tha chết cho Tào Tháo.